# خولیو کارو باروخا
خولیو کارو باروخا (اسپانیایی: Julio Caro Baroja‎؛ ۱۳ نوامبر ۱۹۱۴ – ۱۸ اوت ۱۹۹۵) انسان‌شناس، مورخ، زبان‌شناس و نویسنده اهل اسپانیا بود که شهرت جهانی داشت.
شهرت او به‌واسطهٔ پژوهش‌ها و آثارش دربارهٔ فرهنگ و تاریخ باسک است. وی دانش‌آموختهٔ دانشگاه کمپلوتنسه مادرید بود و دکترای خود را در رشتهٔ تاریخ باستان دریافت داشت.
وی همچنین برندهٔ جوایزی همچون جایزه ملی ادبیات اسپانیایی و جایزهٔ شاهدخت آستوریاس شده‌است.